# Тиргетуйське сільське поселення (Каримський район)
Тиргету́йське сільське поселення (рос. Тыргетуйское сельское поселение) — сільське поселення у складі Каримського району Забайкальського краю Росії.
Адміністративний центр — село Тиргетуй.

## Населення
Населення сільського поселення становить 2298 осіб (2019; 2405 у 2010, 2488 у 2002).

## Склад
До складу сільського поселення входять:
| Населений пункт    | Населення, осіб (2002) | Населення, осіб (2010) |
| ------------------ | ---------------------- | ---------------------- |
| Кумахта, село      | 116                    | 106                    |
| Тиргетуй, село     | 829                    | 1032                   |
| Шара-Горохон, село | 1543                   | 1267                   |